# Rio Pirabeiraba
O rio Pirabeiraba é um rio brasileiro do estado de Santa Catarina. 